# 九氯化五铟
九氯化五铟是一种无机化合物，化学式为In5Cl9，它是铟的氯化物之一，可由铟和三氯化铟反应制得，或由一氯化铟和三氯化铟反应得到。它在256 °C分熔。它与Cs3Tl2Cl9同构，结构可以表示为In3[In2Cl9]。

## 相关化合物
二氯化铟（InCl2，CAS号13465-11-7 ）在一篇1983年的文献中被认为并不存在，而是含In5Cl9的混合物。尽管如此，在2022年的文献中，作者使用了来自Sigma-Aldrich的InCl2合成含铟纳米材料，他们认为InCl2是结构为含二价铟的Cl2In-InCl2二聚体。